# Glendale, New South Wales
Glendale är en ort i Australien. Den ligger i kommunen Lake Macquarie Shire och delstaten New South Wales, i den sydöstra delen av landet, omkring 110 kilometer norr om delstatshuvudstaden Sydney. Antalet invånare är 3 284. Närmaste större samhälle är Newcastle, omkring 12 kilometer öster om Glendale. 